# Santa Inês (Maranhão)
Pour les articles homonymes, voir Santa Inês.
Santa Inês est une ville brésilienne de l'ouest de l'État du Maranhão. Elle se situe par une latitude de 03° 40' 01" sud et par une longitude de 45° 22' 48" ouest, à une altitude de 24 mètres. Sa population était estimée à 76 173 habitants en 2006. La municipalité s'étend sur 408 km2.

La ville dispose par ailleurs de l’une des gares les plus importantes de la ligne de chemin de fer Carajás.

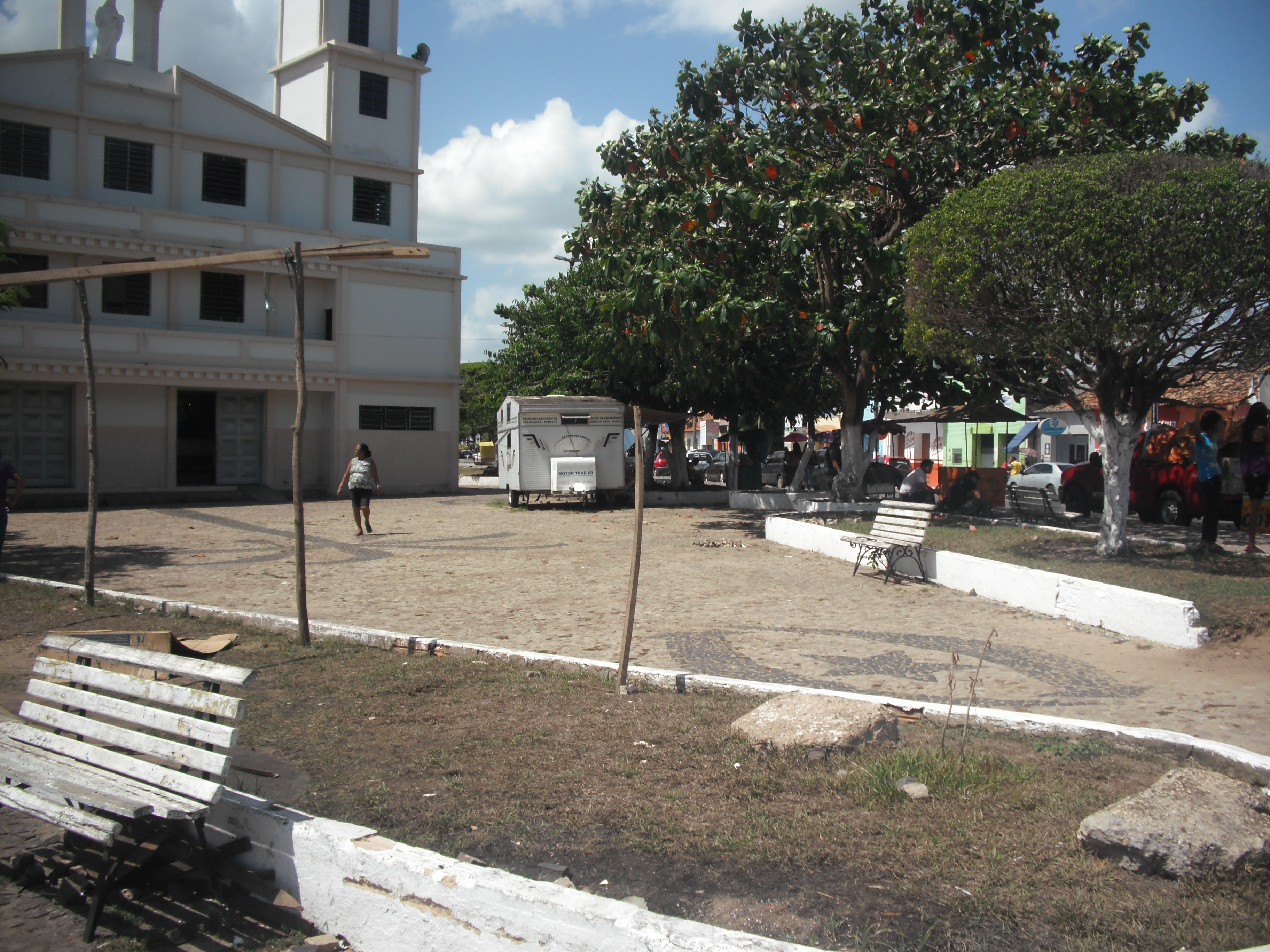
Place principale, Santa Inês

## Maires
| Période | Période | Identité                         | Étiquette | Qualité |
| ------- | ------- | -------------------------------- | --------- | ------- |
| 2009    | 2012    | Raimundo Roberth Bringel Martins | DEM       |         |